# Cucumis silentvalleyi
Cucumis silentvalleyi là một loài thực vật có hoa trong họ Cucurbitaceae. Loài này được (Manilal, T.Sabu & P.Mathew) Ghebret. & Thulin mô tả khoa học đầu tiên năm 2007.